# محمد حمزة الزبيدي
محمد حمزة الزبيدي (1938 - 2005)، رئيس وزراء العراق (1991-1993) ، عضو مجلس قيادة الثورة وعضو القيادة القطرية لحزب البعث العربي الاشتراكي

## النشأة
ولد محمد حمزة كيطان الزبيدي العام 1938 في قضاء المحاويل التابع لمحافظة بابل. أكمل دراسته الابتدائية في بابل، وانقطع مدة ثم أكمل دراسته الثانوية والجامعية ببغداد وحصل على البكالوريوس في القانون - كلية القانون بجامعة بغداد سنة 1974.

## نشاطه ومناصبه السياسية
بعد  محاولة اغتيال الزعيم عبد الكريم قاسم من قبل حزب البعث في 7 تشرين الأول العام 1959، هرب الزبيدي إلى خارج العراق كمعظم البعثيين. وعاد بعد انقلاب 8 شباط 1963 لتصفية المعارضين بلا رحمة، كما يقول هو عن نفسه.
توثقت علاقة الزبيدي بصدام العام 1966 حينما هرب الأخير من السجن.

### مناصبه
أحد الأسماء في السياسة العراقية التي ظهرت في عهد الرئيس العراقي السابق صدام حسين. فبعد بعد انقلاب تموز 1968 وتسلم البعث السلطة تفرغ محمد حمزة الزبيدي كلياً للعمل الحزبي.
- في العام 1973 عيّن محافظاً لكركوك.
- في العام 1982 اختير عضواً في القيادة القطرية لحزب البعث .
- في العام 1986 عين سكرتيراً لمكتب الشمال للحزب.
- اختير العام 1989 عضواً في مجلس قيادة الثورة.
- بعد غزو الكويت عين قائدا عسكريا لمنطقة الفرات الأوسط .
- خلال المدة (1991 ـ 1993) عين رئيساً للوزراء خلفا لسعدون حمادي الذي تولى رئاسة المجلس الوطني (البرلمان)، ويرجح المراقبون السياسيون إن سلطاته رئيسًا للوزراء كانت محدودة ، حيث كانت السلطة الحقيقية بيد الرئيس صدام حسين.
- في 29 آيار العام 1999 أقصي من منصب رئيس الوزراء وعيّن مستشارا في رئاسة الجمهورية.
- في شباط العام 2001 أعفيَ من عضوية القيادة القطرية لحزب البعث.[1]

## نهايته
قبضت عليه القوات الأمريكية قرب مدينة المحاويل في 20 نيسان 2003 عقب غزو العراق 2003 والأطاحة بحكم الرئيس السابق صدام حسين. توفي الزبيدي وهو في المعتقل الأمريكي في 2 كانون الأول حسب ما أفاد به برزان إبراهيم التكريتي في أحد جلسات محاكمة صدام حسين.